# Pasquale Fornara
Pasquale Fornara (Borgomanero, Piemont, 29 de març de 1925 – Borgomanero, 24 de juliol de 1990) va ser un ciclista italià que fou professional entre 1949 i 1961. Era anomenat Fornaretto, Pasqualino o el suís.
Fou un dels ciclistes més representatius del ciclisme italià dels anys cinquanta. Va guanyar quatre edicions de la Volta a Suïssa (1952, 1954, 1957 i 1958) i un Tour de Romandia (1956). Fou segon de la Volta a Espanya (1958), tercer al Giro d'Itàlia (1953) i quart al Tour de França (1955). Durant els seus anys com a professional aconseguí una trentena de victòries.

## Palmarès
- 1948
  - 1r a la Coppa Caduti Nervianesi
- 1949
  - 1r al Giro dels Tres Mars
  - Vencedor de la prova en pista del Trofeu Baracchi
- 1950
  - 1r a la Milà-Mòdena
  - 1r al Critèrium de Bressana
  - 1r de la cursa de la pujada a Sierra Montana
- 1952
  - 1r a la Volta a Suïssa i vencedor de 2 etapes
  - 1r de la cursa de la pujada a Sierra Montana
  - Vencedor d'una etapa al Giro d'Itàlia
- 1953
  - 1r al Gran Premi de Suïssa
  - 1r al Critèrium de Salò
  - Vencedor d'una etapa al Giro d'Itàlia i  1r del Gran Premi de la Muntanya
- 1954
  - 1r a la Volta a Suïssa
- 1955
  - 1r al Circuit de Maggiora
  - Vencedor d'una etapa al Giro d'Itàlia
- 1956
  - 1r al Tour de Romandia i vencedor d'una etapa
  - 1r al Critèrium d'Omegna
  - 1r al Critèrium de Saint-Denis-L'Hotel
  - Vencedor d'una etapa al Giro d'Itàlia
- 1957
  - 1r a la Volta a Suïssa, vencedor d'una etapa i del Gran Premi de la Muntanya
- 1958
  - 1r a la Volta a Suïssa i vencedor de 2 etapes
- 1959
  - Vencedor d'una etapa del Gran Premi Ciclomotorístic

### Giro d'Itàlia
- 1949. 28è de la classificació general
- 1950. 12è de la classificació general
- 1951. 10è de la classificació general
- 1952. 31è de la classificació general. Vencedor d'una etapa
- 1953. 3r de la classificació general. Vencedor d'una etapa.  1r del Gran Premi de la Muntanya
- 1954. 8è de la classificació general
- 1955. 7è de la classificació general. Vencedor d'una etapa
- 1956. Abandona. Vencedor d'una etapa
- 1957. 8è de la classificació general
- 1958. 9è de la classificació general
- 1959. 21è de la classificació general
- 1960. 30è de la classificació general
- 1961. Abandona

### Volta a Espanya
- 1957. 8è de la classificació general
- 1958. 2n de la classificació general
- 1960. Abandona (15a etapa)

### Resultats al Tour de França
- 1955. 4t de la classificació general
- 1956. 24è de la classificació general